# Bronchofonia
Bronchofonia – rodzaj zjawiska akustycznego, możliwego do wywołania podczas osłuchiwania klatki piersiowej.
Podczas osłuchiwania klatki piersiowej prosi się badanego o wypowiedzenie kilku zdań. W przypadku obecności stanu zapalnego i nacieku zapalnego występuje wzmożenie przewodnictwa mowy i wrażenie wzmocnienia głosu. Podobne zjawisko występuje podczas szeptu - zwane jest jednak wówczas pektorylokwią.
W tych samych powstaje również zjawisko egofonii, czyli tzw. objaw koziego beku, charakteryzujący się bardziej nosowym dźwiękiem samogłoski i, który przyjmuje brzmienie bliższe eejj.